# Ферриер, Рон
Ро́налд Джо́нсон Фе́рриер (англ. Ronald Johnson Ferrier; 26 апреля 1914 — 11 октября 1991), также известный как Рон Ферриер (англ. Ron Ferrier) — английский футболист, нападающий.

## Футбольная карьера
Уроженец Клиторпса, графство Линкольншир, Ферриер начал футбольную карьеру в клубах соседнего Гримсби, «Гримсби Уондерерс» и «Гримсби Таун».
В мае 1935 года стал игроком «Манчестер Юнайтед». В основном составе «Юнайтед» дебютировал 4 сентября 1935 года в матче Второго дивизиона против «Чарльтон Атлетик» на стадионе «Олд Траффорд». Всего в сезоне 1935/36 провёл за команду 8 матчей. В следующем сезоне забил свой первый гол за «Юнайтед»: это произошло 29 марта 1937 года в матче Первого дивизиона против «Эвертона» на «Гудисон Парк». 13 сентября 1937 года отметился «дублем» в матче против «Бери» на стадионе «Гигг Лейн». За три сезона в составе «Юнайтед» не смог закрепиться в основном составе, в основном выступая за резервную команду. В общей сложности провёл за клуб 19 матчей и забил 4 мяча.
В марте 1938 года перешёл в «Олдем Атлетик» за 1000 фунтов стерлингов. Выступал за команду до 1947 года, однако большая часть его карьеры была прервана войной. В 1947 году он стал игроком «Линкольн Сити», но позднее в том же году принял решение завершить карьеру.
В военные годы сыграл за «Моссли» и за «Плимут Аргайл» в качестве гостя в военной лиге.
После завершения карьеры футболиста короткое время работал в тренерском штабе «Гримсби Таун», а затем учителем в своём родном городе Клиторпс. Умер в октябре 1991 года.

## Статистика выступлений
| Клуб              | Сезон            | Лига | Лига | Кубок | Кубок | Итого | Итого |
| Клуб              | Сезон            | Игры | Голы | Игры  | Голы  | Игры  | Голы  |
| ----------------- | ---------------- | ---- | ---- | ----- | ----- | ----- | ----- |
| Манчестер Юнайтед | 1935/36          | 7    | 0    | 1     | 0     | 8     | 0     |
| Манчестер Юнайтед | 1936/37          | 6    | 1    | 0     | 0     | 6     | 1     |
| Манчестер Юнайтед | 1937/38          | 5    | 3    | 0     | 0     | 5     | 3     |
| Манчестер Юнайтед | Итого            | 18   | 4    | 1     | 0     | 19    | 4     |
| Олдем Атлетик     | 1937/38          | 11   | 2    | 0     | 0     | 11    | 2     |
| Олдем Атлетик     | 1938/39          | 32   | 23   | 2     | 1     | 34    | 24    |
| Олдем Атлетик     | 1939/40          | 3    | 0    | 0     | 0     | 3     | 0     |
| Олдем Атлетик     | 1945/46          | −    | −    | 2     | 2     | 2     | 1     |
| Олдем Атлетик     | 1946/47          | 2    | 0    | 0     | 0     | 2     | 0     |
| Олдем Атлетик     | Итого            | 45   | 25   | 4     | 2     | 49    | 27    |
| Всего за карьеру  | Всего за карьеру | 63   | 29   | 5     | 2     | 68    | 31    |